# Free for All (Art Blakey)
Free for All è un album di Art Blakey and The Jazz Messengers, registrato con l'etichetta Blue Note Records. È stato prodotto da Alfred Lion e registrato al Van Gelder Studio, nel New Jersey (USA) il 10 febbraio del 1964.

## Tracce
1. Free for All (Wayne Shorter) - 11:07
2. Hammer Head (Wayne Shorter) - 7:49
3. The Core (Freddie Hubbard) - 9:26
4. Pensativa (Clare Fischer) - 8:22

## Formazione
- Freddie Hubbard - tromba
- Curtis Fuller - trombone
- Wayne Shorter - sax tenore
- Cedar Walton - pianoforte
- Reginald Workman - contrabbasso
- Art Blakey - batteria